# Jamestown (Szent Ilona)
Jamestown Szent Ilona-sziget (az Egyesült Királyság tengerentúli területe) fővárosa, kikötőváros. Lakossága mintegy ezer fő.
A várost 1659-ben alapította a szigetet akkor ellenőrzése alatt tartó Brit Kelet-indiai Társaság.
Leghíresebb látnivalója Jákob létrája, amelynek 699 lépcsőjét 1829-ben építették, hogy összekössék Ladder Hill-lel (a „Létradomb”). A lépcsőt éjszaka kivilágítják, és minden évben futóversenyt rendeznek rajta, amire a világ minden tájáról érkeznek nevezők.
A város lakossága csökkenőben van, részben mert a sziget lakossága is csökken és mert sokan költöznek a Half Tree Hollow („Fél Fa Mélyedés”) nevű külvárosba. Ennek ellenére a város sűrűn lakottnak tűnik, mert egy meredek sziklák közti viszonylag szűk, hosszúkás völgyben épült. Az átlagos hőmérséklet itt mintegy öt fokkal magasabb, mint a sziget többi részében. Jamestownt nagy gát védelmezi az időnként erősen hullámzó tengertől.
A városnak néhány szép építészeti emléke van, amelyek a György-kor koloniális stílusában készültek és javaslatok születtek rá, hogy váljanak a Világörökség részévé.

## Galéria

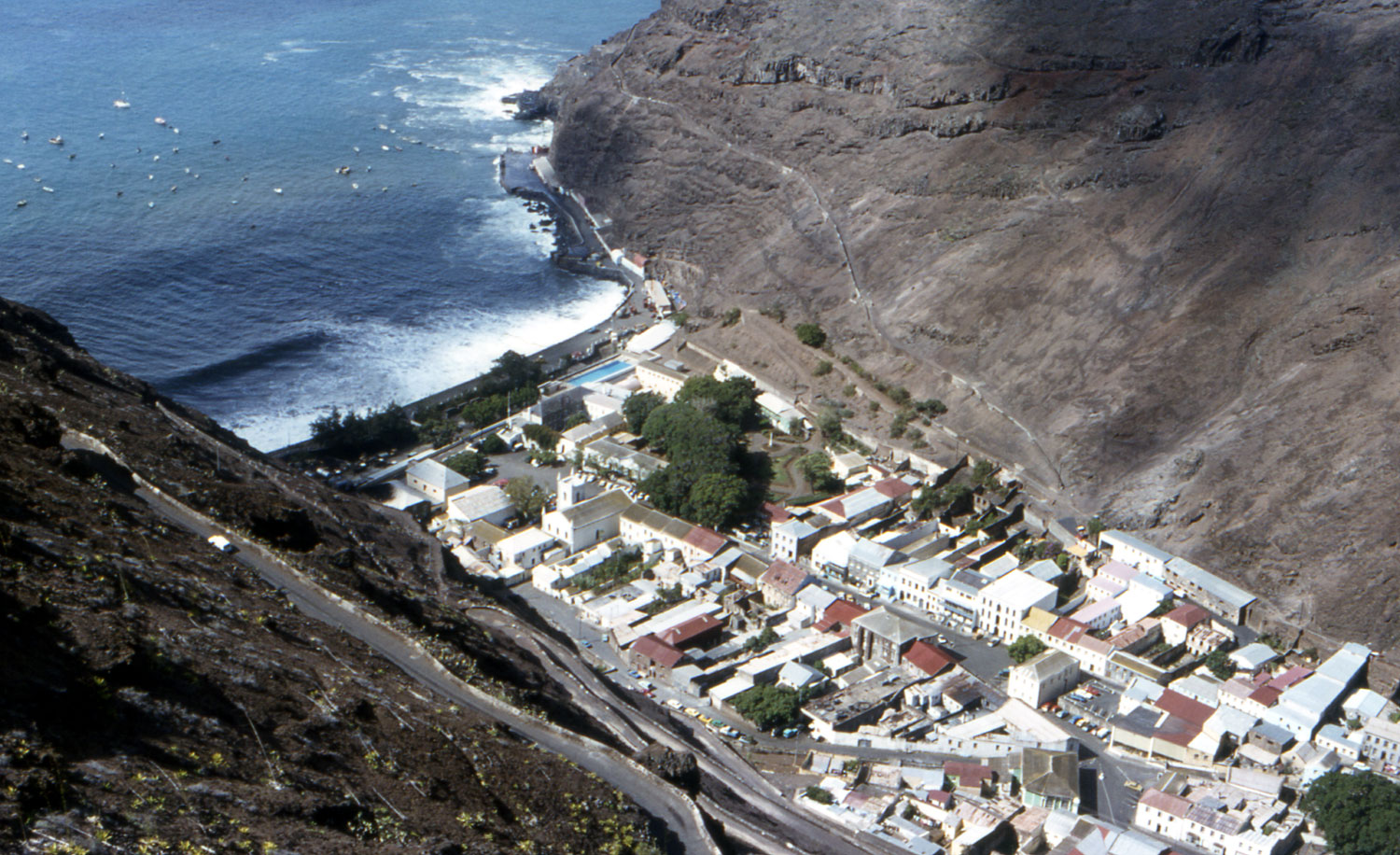
Jamestown felülről
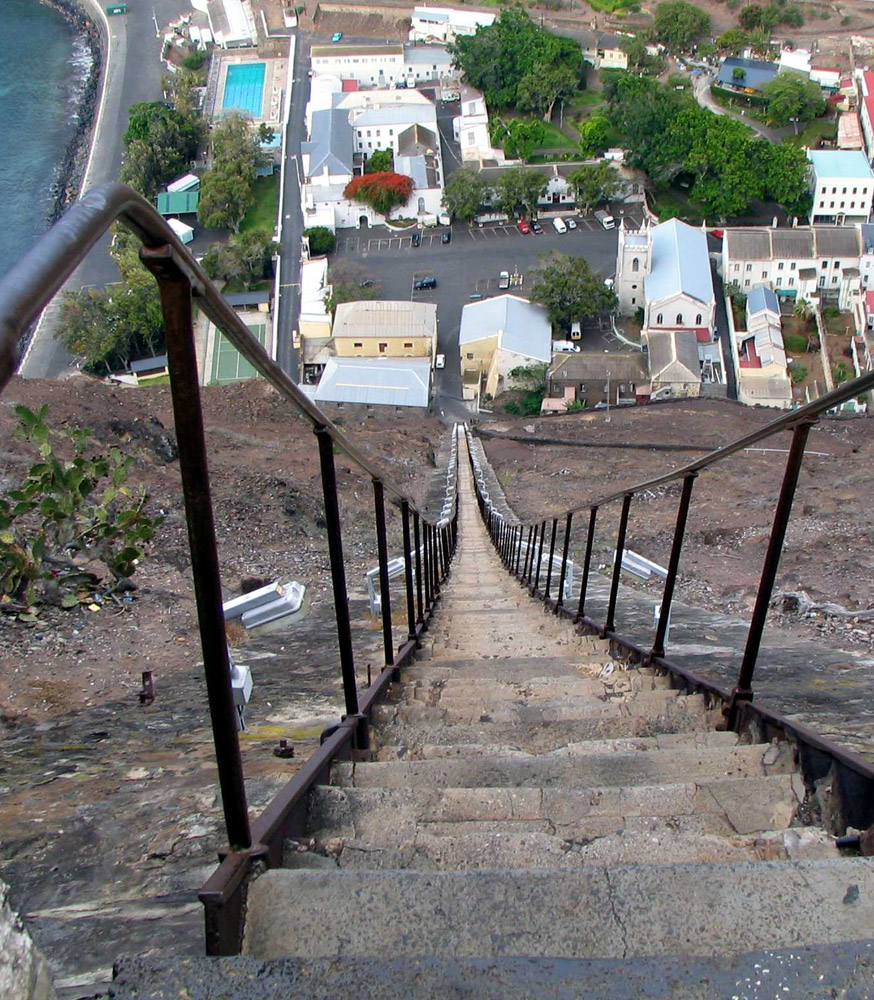
Pillantás Jákob létrájára